# NGC 77
NGC 77 je galaksija u zviježđu Kit.

## Vanjske poveznice
- SEDS: NGC 0077